# Ман, Виктор Аронович
Ви́ктор Аро́нович Ман (5 октября 1936, Москва — 17 июня 2023) — советский и российский кинорежиссёр научно-популярного и документального кино, член киноакадемии «Золотой орёл».

## Биография
Родился в Москве. Своё первое образование получил на механическом факультете Московского инженерно-строительного института (МИСИ). По окончании института работал инженером-механиком в конструкторском бюро на строительстве Братской ГЭС. 
В 1965 году окончил режиссёрский факультет ВГИКа (мастерская Л. В. Кулешова). Был распределён на студию «Центрнаучфильм», где проработал более 40 лет, сняв более 150 фильмов разной тематики. Стал художественным руководителем объединения. Один из авторов киножурналов «Альманах кинопутешествий» (1986, 1992—1994), «Наука и техника» (1974, 1981, 1982, 1985, 1988) и «Строительство и архитектура» (1975).
С середины 1980-х годов занимался преимущественно космической тематикой. По заказу Роскосмоса снимал фильмы о авиакосмической отрасли. Многие фильмы Мана отмечены на Всесоюзных и международных фестивалях.
Преподавал во ВГИКе с 1974 года, доцент факультета режиссуры с 1995 года, был руководителем мастерской. Вёл мастерскую «Режиссура документального и научного фильма» на ВККиТ ВГИКа. Среди воспитанников В. А. Мана — Е. А. Григорьев, М. Б. Мигунова.
Режиссёр команды КВН Московского инженерно-строительного института.
С 2013 года являлся художественным руководителем киношколы «Лига кино», где вёл режиссёрскую мастерскую, направленную на интенсивное обучение мастерству режиссёра.
Член Союза кинематографистов РФ, член гильдии кинорежиссёров России, член киноакадемии «Золотой орёл».
Скончался 17 июня 2023 года.

## Избранная фильмография
- 1974 — Граница у ворот Москвы
- 1979 — Мир без ржавчины
- 1979 — Большое табло Олимпиады[7]
- 1980 — Как бороться с коррозией
- 1981 — Единственный выход
- 1981 — Лёгкая атлетика. Бег. Олимпиада-80
- 1982 — История одного автомобиля
- 1983 — Человек, машина, эмоции
- 1984 — Криогенмаш
- 1984 — Спутники, корабли, станции
- 1987 — Интеркосмос. Орбиты сотрудничества
- 1988 — Отсюда к звёздам виден путь
- 1989 — Космос. Что дальше?
- 1990 — Космическая отрасль — протезостроению
- 1990 — Прикладная оптическая голография
- 1991 — Центр надежды
- 1992 — Система электропитания корабля «Буран»
- 1992 — Мы и космос
- 1993 — Победа, которую скрывали (совместно с М. Дегтяревым)
- 1994 — Дай лапу, друг…

## Премии и награды
- орден Дружбы (1999)[8];
- награды Международной федерации космонавтики[1];
- Благодарность за личный вклад в развитие отечественного научно-популярного кинематографа, верность профессии от Союза кинематографистов РФ[9].